# Projekt 1144
Das Projekt 1144 „Orlan“ – Weißkopfseeadler (NATO-Bezeichnung: Kirow-Klasse) – umfasst, abgesehen von Flugzeug- und Hubschrauberträgern, die längsten zurzeit aktiven Kriegsschiffe der Welt. Innerhalb der NATO werden sie als Schlachtkreuzer klassifiziert, auch wenn sie ganz anderen Einsatzerfordernissen dienen als die historischen Schlachtkreuzer zu Beginn des 20. Jahrhunderts. Die Schiffe der Kirow-Klasse waren in der sowjetischen Marine des Kalten Krieges ursprünglich zur U-Boot-Abwehr gedacht – Primärziele waren die U-Boote mit Nuklearwaffen der US Navy. Als der Granit-Raketenkomplex entwickelt wurde, wurde das Aufgabenfeld der Schiffe des Projekts 1144 auf den Flottenschutz ausgedehnt. Sie sind die einzigen Atomkreuzer der russischen Marine.

## Einheiten

### Schlachtkreuzer
Die Klasse beinhaltet vier Schiffe: Admiral Uschakow (ehemals Kirow), Admiral Lasarew (ehemals Frunse), Admiral Nachimow (ehemals Kalinin) und Pjotr Weliki (ehemals Juri Andropow), die sich in der Bewaffnung unterscheiden. Eine fünfte Einheit dieser Klasse, die Kusnezow, war geplant, wurde jedoch noch 1992 in der Werft abgebrochen. Das erste Schiff wurde nach dem Projekt 1144 entworfen und gebaut, alle folgenden nach dem weiterentwickelten Entwurf Projekt 1144.2. Ob die nicht fertiggestellte Dserschinski (später Kusnezow) ebenfalls als Projekt 1144.2 oder nach einem anderen bzw. nochmals modifizierten Projekt gebaut werden sollte, ist unklar.
Ein wesentliches Merkmal dieser Schiffe ist, dass die Bewaffnung an Deck im Vergleich zu anderen russischen Schiffen (z. B. Slawa-Klasse) dürftig erscheint. Ein Großteil der Bewaffnung besteht jedoch aus Lenkwaffen, die in vertikalen Startern unter Deck untergebracht sind.

### Aufklärungsschiff
Die Ural (SSW-33) (ССВ-33 Урал), Projekt 1941 „Titan“, war ein Aufklärungsschiff der Sowjetmarine, dessen Rumpf von der Kirow-Klasse abgeleitet war. Es diente zur elektronischen Aufklärung, Flugkörperverfolgung, Weltraumüberwachung und zur Kommunikation und wurde wegen hoher Betriebskosten nach nur einer Fahrt stillgelegt und ab 2014 abgewrackt.

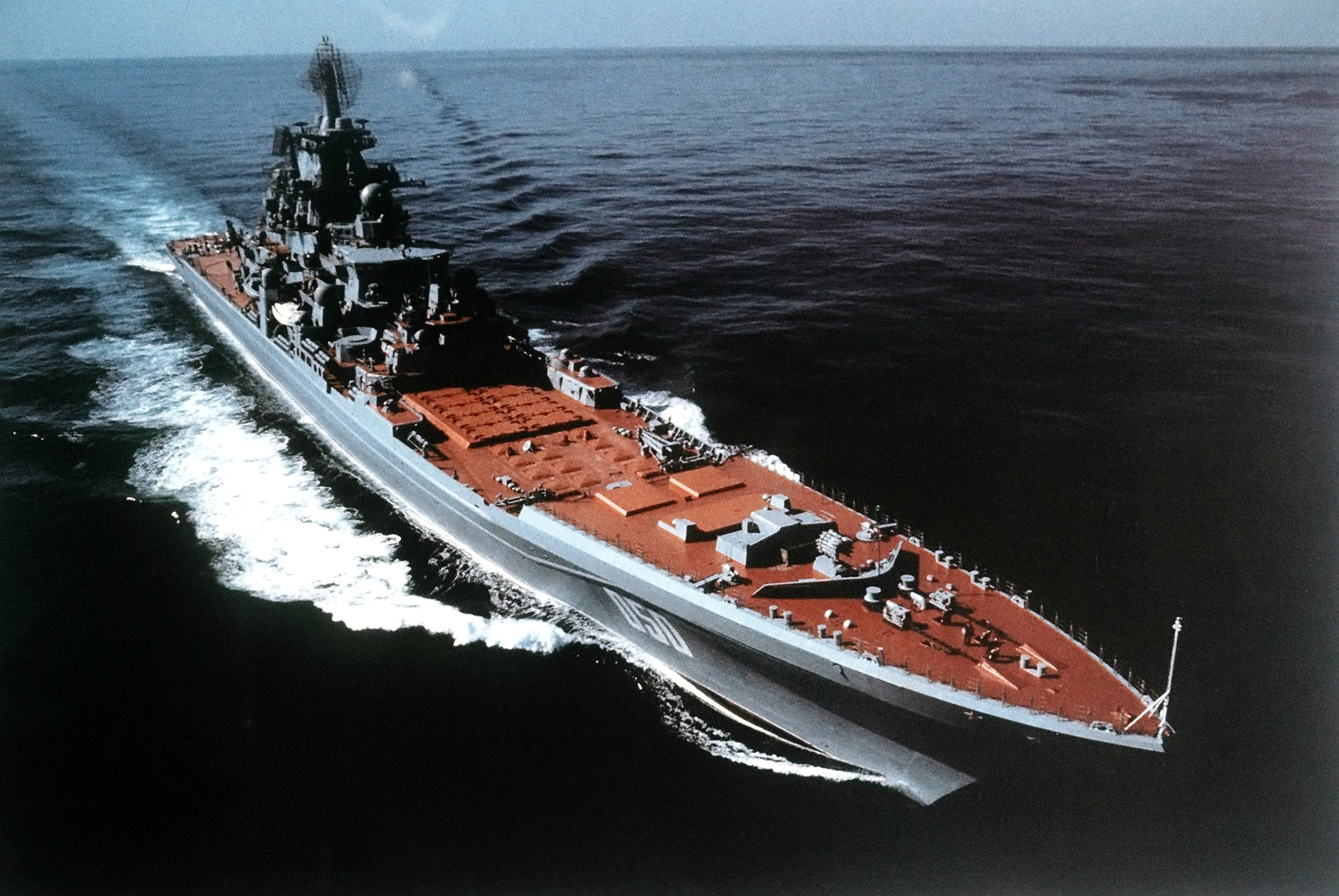
Lenkwaffenkreuzer Frunse, 1986
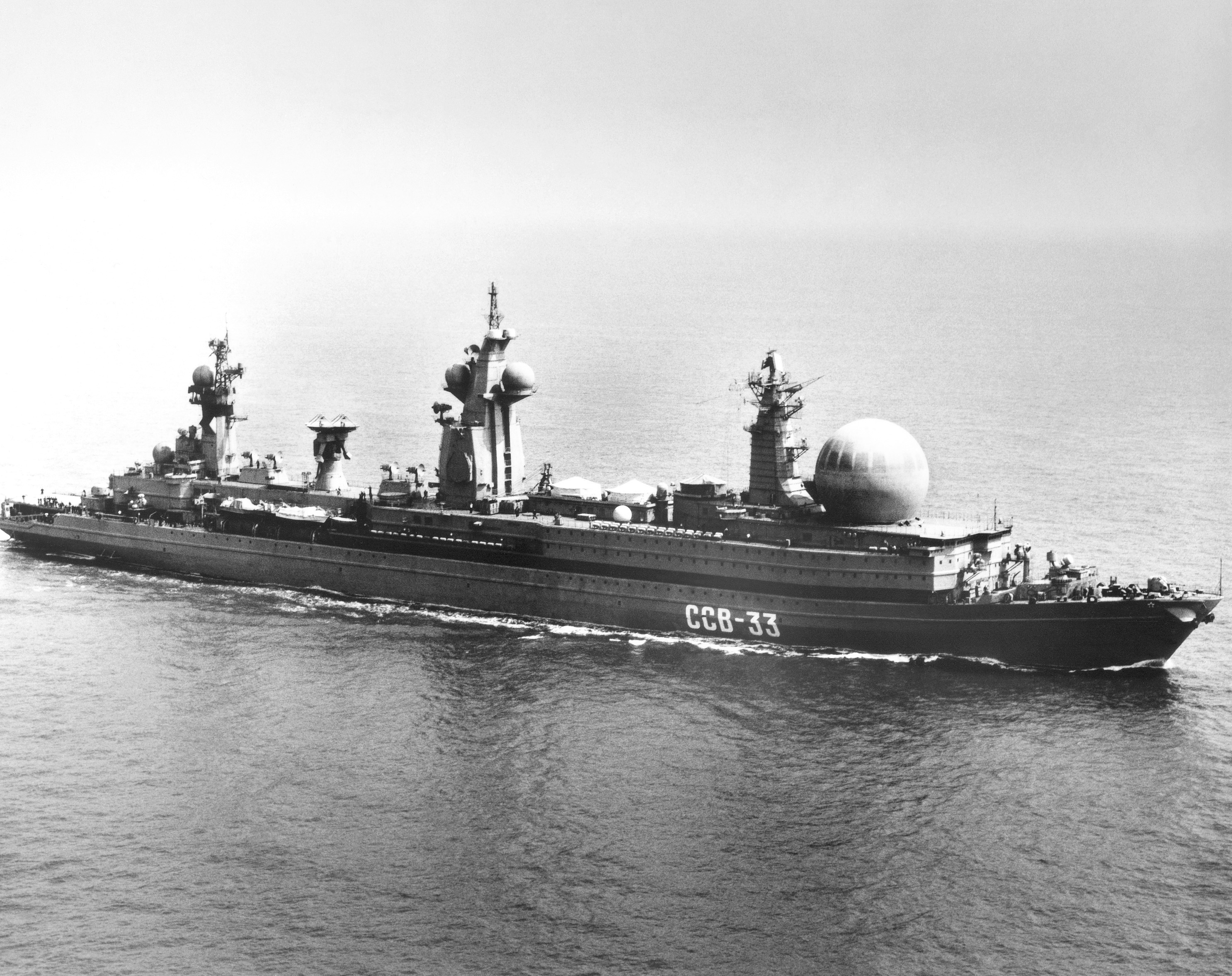
Aufklärungsschiff Ural, 1988

## Technische Daten

### Antrieb
Der Antrieb besteht aus einem CONAS-System. Dieses „combined nuclear and steam propulsion“-System (englisch für „Kombinierter Nuklear- und Dampfantrieb“) nutzt den durch die beiden KN-3-Druckwasserreaktoren, die paarweise in die vier Schiffe eingebaut wurden, erzeugten Dampf für die Marschfahrt von 20 kn. Zur Erreichung der Höchstgeschwindigkeit von 32 kn können zwei konventionelle (ölbefeuerte) Dampfkessel zugeschaltet werden. Beim Ausfall der Reaktoren kann das Schiff auch mit den konventionellen Dampfkesseln allein betrieben werden und erreicht dann maximal 17 kn. Der Kraftstoffvorrat reicht für eine Strecke von 1000 sm. Der Einbau der gleichen Reaktoren, die als Brennstoff 55 bis 90 % angereichertes Uran 235 benutzten, war auch für die nie fertiggestellten Flugzeugträger der Uljanowsk-Klasse geplant.
- Reaktoren: 2 × KN-3 mit jeweils 300 MW (thermisch)
- 2 Dampfturbinen mit je 70.000 PS (51 MW)
- 2 Wellen mit je einer fünfblättrigen Schraube
- 4 E-Generatoren mit je 3000 kW sowie 4 mit je 1500 kW
- Redundanz: 2 Dampfkessel mit einer Kapazität von 120 t/h; maximale Geschwindigkeit 17 kn.

### Panzerung
- Reaktorsektion: seitlich 100 mm, am Ende 35 mm
- Ruderanlage: seitlich 70 mm, Deck 50 mm
- Turmaufbau: allseitig 80 mm

### Elektronische Ausstattung
- Operationszentrale
- Diverse Funk-Einrichtungen
- Satellitengestütztes Kommunikationssystem „Kristall“ (auf der Nachimow und Uschakow durch „Tsunami“ ersetzt)
- Feuerleitsystem für Seekriegsführung
- RBU-1000- sowie UDAW-Feuerleitkontrolle
- Radarüberwachungssystem
- Radar zur Auffassung von Seezielen und niedrigfliegender Objekte
- 2 Radaranlagen zur Luftabwehr
- 4 Radaranlagen zur Leitung der Luftabwehr mit den 30-mm-Gatlinggeschützen
- 2 Nautische Radaranlagen
- Aktives sowie passives Sonar-System
- Elektronische Gegenmaßnahmen (ECM)
- 2 PK-2 Täuschkörperwerfer (Chaff) mit 400 Raketen

## Bewaffnung
Sämtliche Einheiten der Kirow-Klasse besitzen einen Hangar und einen Hubschrauberlandeplatz auf dem Achterdeck für die drei mitgeführten Kamow-Ka-27- oder Ka-25-U-Jagd-Hubschrauber.

### Admiral Uschakow(Kirow)
- Flugkörper:

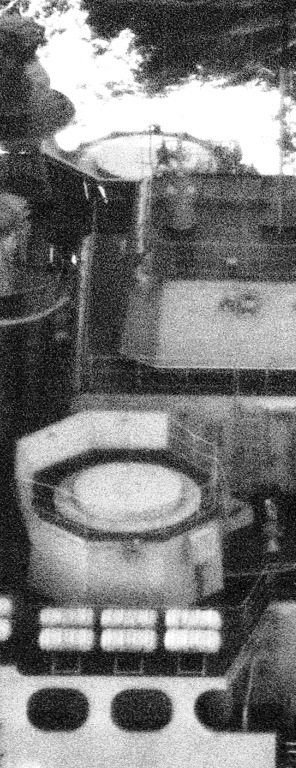
4K33 Osa-M auf der Kirow, 1985

  - 20 × SM-233-Starter für P-700 Granit (SS-N-19 Shipwreck)
  - 12 × Achtfachstarter B-203A für Luftabwehrflugkörper S-300F Fort (insgesamt 96 Flugkörper Typ 5W5RM)
  - 2 × Doppelstarter für 4K33M Osa-M (40 Flugkörper Typ 9M33)
  - 1 × Doppelstarter für Anti-U-Boot-Lenkwaffe UPRK-3 Metel (SS-N-14 Silex) (10 Flugkörper Typ 85R)
- Artilleriesysteme:
  - 2 × AK-100-Geschützplattform vom Kaliber 100 mm
  - 8 × CIWS-Gatlinggeschütze AK-630, Kaliber 30 mm, sechsläufig
- Torpedosysteme:
  - 2 × Fünffachwerfer TT, Kaliber 533 mm (Kampfsatz 10 Torpedos)
- Wasserbombenwerfer:
  - 1 × Zwölffachstarter RBU-6000 (96 × 12 Ladungen)
  - 2 × Sechsfachstarter RBU-1000

### Admiral Lasarew(Frunse)
- Flugkörper:
  - 20 × SM-233-Starter für P-700 Granit (SS-N-19 Shipwreck)
  - 12 × Achtfachstarter B-203A für Luftabwehrflugkörper S-300F Fort (insgesamt 96 Flugkörper Typ 5W5RM)
  - 2 × Doppelstarter für 4K33M Osa-M (40 Flugkörper Typ 9M33)
  - 8 × Achtfachstarter für Luftabwehrflugkörper 3K95 Kinschal (64 Flugkörper)
- Artilleriesysteme:
  - 1 × AK-130-Geschütz, 2 × 130 mm
  - 8 × AK-630-Gatlinggeschütze, Kaliber 30 mm, sechsläufig
- Torpedosysteme:
  - 2 × Fünffachstarter 533 mm „URTPU“(Russisch:„УРТПУ – универсальные ракето-торпедные пусковые установки“ etwa „Universeller Raketen- und Torpedostarter“) für Torpedos und Lenkwaffen RPK-6 Wodopad-NK (SS-N-16A Stallion)
- Wasserbombenwerfer:
  - 1 × Zwölffachstarter RBU-6000
  - 2 × Sechsfachstarter RBU-1000

### Admiral Nachimow(Kalinin)
- Flugkörper:
  - 20 × SM-233-Starter für P-700 Granit (SS-N-19 Shipwreck), nach Umbau 8 Starter für jeweils 10 3M-54T Kalibr (SS-N-27 Sizzler)
  - 12 × Achtfachstarter B-203A für Luftabwehrflugkörper S-300F Fort (insgesamt 96 Flugkörper Typ 48N6E), nach Umbau S-400
  - 2 × Doppelstarter für 9K33M Osa-MA (40 Flugkörper Typ 9M33)
  - 16 × Achtfachstarter für Luftabwehrflugkörper 3K95 Kinschal (128 Flugkörper)
- Artilleriesysteme:
  - 1 × AK-130 Geschütz, 2 × 130 mm
  - 6 × Kortik-CIWS (je 2 × 30-mm-Gatling, max. 256 Flugkörper)
- Torpedosysteme:
  - 2 × Fünffachstarter 533 mm „URTPU“
- Wasserbombenwerfer:
  - 2 × Zehnfachstarter RBU-12000
  - 2 × Sechsfachstarter RBU-1000

### Pjotr Weliki (Juri Andropow)
- Flugkörper:

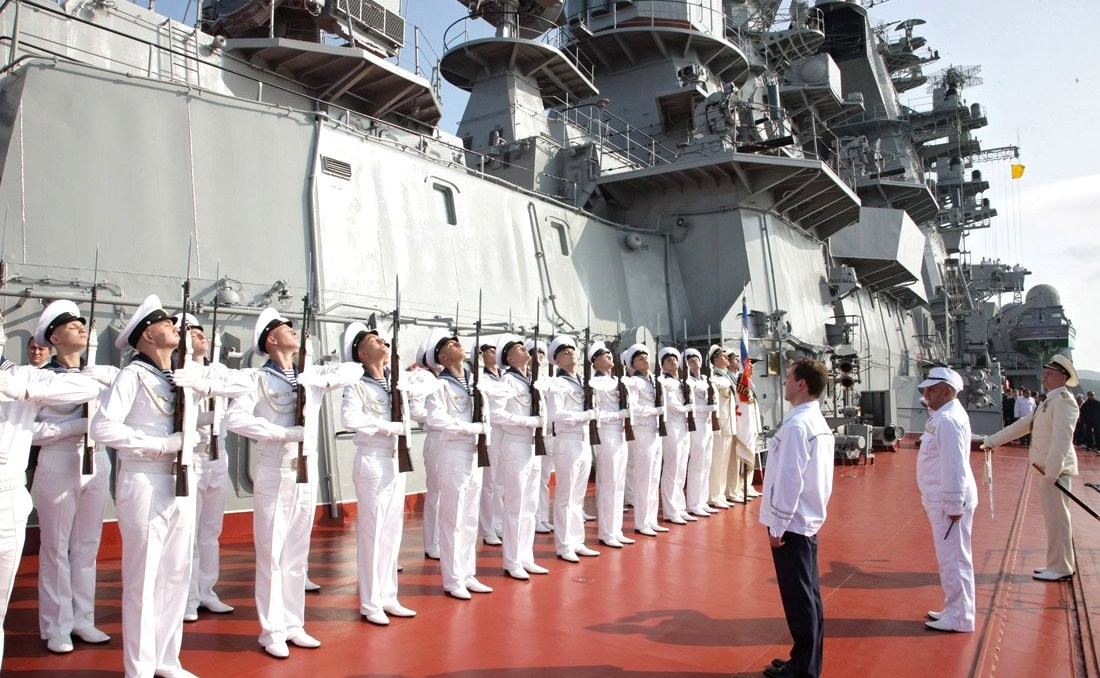
Dmitri Medwedew an Bord des Kreuzers Pjotr Weliki (dt.: Peter der Große)

  - 20 × SM-233-Starter für P-700 Granit (SS-N-19 Shipwreck)
  - 12 × Achtfachstarter B-203A für Luftabwehrflugkörper S-300F Fort und S-300FM Fort (insgesamt 96 Flugkörper Typ 48N6E und 48N6E2)
  - 2 × Doppelstarter für 4K33M Osa-MA  (40 Flugkörper Typ 9M33)
  - 16 × Achtfachstarter für Luftabwehrflugkörper 3K95 Kinschal (128 Flugkörper)
- Artilleriesysteme:
  - 1 × AK-130-Geschütz, 2 × 130 mm
  - 6 × Kortik System (je 2 × 30-mm-Gatling, max. 256 Flugkörper)
- Torpedosysteme:
  - 2 × Fünffachstarter 533 mm URTPU
- Wasserbombenwerfer:
  - 2 × Zehnfachstarter RBU-12000
  - 2 × Sechsfachstarter RBU-1000

## Geplante Modernisierung und Kampfwertsteigerung
Im September 2009 meldete die russische Presse, dass geplant sei, die Admiral Lasarew und die Admiral Nachimow wieder in Dienst zu stellen. Im September 2011 wurden weitere Details der geplanten Modernisierung bekannt. Demnach sollten alle vier Kreuzer überholt und auch die drei eingemotteten Schiffe wieder in Dienst gestellt werden. Im Zuge der Überholung sollte eine deutliche Kampfwertsteigerung erfolgen, die neben dem Austausch der Bordelektronik und der Waffenleitsysteme auch eine Neuarmierung mit modernen Lenk- und Abwehrwaffen umfassen sollte. Als erstes Schiff sollte die Admiral Nachimow 2015 wieder in Dienst gestellt werden. Die Indienststellung verzögerte sich jedoch immer weiter, Mitte 2023 wurde der Beginn der Testfahrten für entweder Dezember 2023 oder Mai 2024 angekündigt. Eine genauere Analyse der anderen beiden Schiffe ergab, dass deren Reaktivierung wohl nicht mehr möglich ist. Bei der seit 1990 inaktiven Kirow wurde im Jahr 2016 mit der Entladung des in den Reaktoren befindlichen Kernbrennstoffs begonnen.

## Einsatzbereitschaft
Eins der vier Schiffe ist derzeit (Stand 2018) einsatzbereit: die Pjotr Weliki ist das Flaggschiff der Nordflotte und nahm seit 1999 an jedem ihrer großen Manöver teil. Die Admiral Lasarew war seit Mitte der 1990er-Jahre inaktiv und wurde ab 2021 in einem Schwimmdock in der Strelok-Bucht nahe Dunai in der Region Primorje abgewrackt. Die Admiral Uschakow wird nach einem Unfall mit der Antriebsanlage 1990 und damit verbundener Inaktivität seit 2001 überholt und muss wegen ihres irreparablen Zustands nun doch verschrottet werden. Die Admiral Nachimow ging 2005 für die Umrüstung auf ein neues Raketensystem in Überholung, die Reaktivierung ist wegen der Kosten aber fraglich.

## Schiffe
Unterhalb der vier Schlachtkreuzer und der nicht fertiggestellten Kusnezow ist das aus dieser Klasse abgeleitete Aufklärungsschiff Ural mit aufgeführt.
| Projektnummer  | Name             | ehemaliger Name | Indienststellung | Außerdienststellung | Bemerkungen                                        |
| -------------- | ---------------- | --------------- | ---------------- | ------------------- | -------------------------------------------------- |
| Kirow-Klasse   |                  |                 |                  |                     |                                                    |
| Projekt 1144   | Admiral Uschakow | Kirow           | 1980             | –                   | seit Unfall 1990 inaktiv, Verschrottung geplant    |
| Projekt 1144.2 | Admiral Lasarew  | Frunse          | 1985             | 1995                | ab 1999 inaktiv, verschrottet ab 2021              |
| Projekt 1144.2 | Admiral Nachimow | Kalinin         | 1988             | –                   | seit 2013 in der Modernisierung, avisiert für 2026 |
| Projekt 1144.2 | Pjotr Weliki     | Juri Andropow   | 1998             | –                   | Flaggschiff der Nordflotte                         |
| Projekt 1144.2 | Kusnezow         | Dserschinski    | –                | –                   | bereits 1992 auf der Werft abgebrochen             |
| Ural-Klasse    |                  |                 |                  |                     |                                                    |
| Projekt 1941   | Ural             |                 | 1989             | 2002                | seit 2001 inaktiv, Verschrottung seit 2014         |
| Projekt 1941   | unbekannt        | –               | –                | –                   | war geplant, wurde aber nicht gebaut               |